# ハイコム
ハイコム (HIGH-COM) は、ドイツのテレフンケンが開発した音声信号用ノイズリダクション方式である。

## 概要
業務用圧縮伸張ノイズリダクションの「テレコムC4」は周波数帯域を4分割し各々の特性に合わせて圧縮伸張をするが、これを民生用にアレンジしたハイコムは、周波数帯域分割をせず一つのユニットで全帯域を圧縮伸張する。

## 製品
テレフンケン以外に、AIWAが外付けユニット、ナカミチが周波数帯域を2分割した「HIGH-COMI II」を製品化している。